# Калиев, Ауталиф Елтренович
Аутали́ф Елтре́нович Кали́ев (каз. Әутәліп Елтіренұлы Қалиев; 15 октября 1925, село Кызылжулдуз — 2 апреля 2016, Усть-Каменогорск) — передовик производства, электролизник Усть-Каменогорского свинцово-цинкового комбината имени В. И. Ленина, министерства цветной металлургии СССР, Восточно-Казахстанская область, Казахская ССР. Герой Социалистического Труда (1966). Почётный металлург. Депутат Верховного Совета Казахской ССР.

## Биография
Родился 11 марта 1925 года в селе Кызылжулдуз. С 1940 по 1943 год работал в колхозе «Кызылжулдуз» (Красная Звезда). В 1943 году был призван на фронт. В 1950 году демобилизовался и возвратился в Казахстан, где стал работать металлургом в электролитном цехе свинцово-цинкового комбината в Усть-Каменогорске. В 1952 году вступил в КПСС.
Ежегодно перевыполнял план на 110—112 %. Произвёл 1500 тонн цинка сверх плана. Внёс несколько рационализаторских предложений, в результате чего увеличилась производительность труда. В 1966 году удостоен звания Героя Социалистического Труда за выдающиеся трудовые достижения.
Избирался депутатом Верховного Совета Казахской ССР 10-го созыва (1971).
Умер 2 апреля 2016 года в Усть-Каменогорске.

## Награды
- Герой Социалистического Труда — указом Президиума Верховного Совета СССР 20 мая 1966 года
- Орден Ленина — дважды
- Орден Трудового Красного Знамени